# Petit récif Discovery
Pour les articles homonymes, voir Discovery.
Le Petit récif Discovery (en anglais Discovery Small Reef, en vietnamien Đá Nhỏ, en philippin Gomez, en mandarin Xiǎoxiàn Jiāo (en sinogrammes 小现礁))) est un récif situé en mer de Chine méridionale,.

## Toponymie
En 1935, la république de Chine annonça le nom 小觅出礁 Xiǎomìchū Jiāo, remplacé en 1947 puis en 1983 par le Comité chinois des noms géographiques en 小现礁 Xiǎoxiàn Jiāo. Les pêcheurs chinois l'appellent couramment 东南角 Dōngnán Jiǎo. La littérature internationale utilise le nom Discovery Small Reef.

## Géographie
Le Petit récif Discovery est situé dans la partie nord-ouest des îles Spratleys, à l'ouest du banc Tizard, à plus de 200 milles marins au nord-ouest des îles de Palawan et de Bornéo,,. Les formations peu profondes les plus proches sont le Grand récif Discovery, à moins de 9 milles marins au nord-ouest, et les récifs de Gaven sur le banc Tizard, à 17 milles marins au nord-est. Le diamètre de cette plateforme récifale est d'un peu moins de 800 mètres.

### Description
Le Petit récif Discovery est une petite plateforme récifale océanique, peu profonde et circulaire d’environ 800 mètres de diamètre. Il est partiellement exposé à marée basse. Les eaux peu profondes couvrent une superficie de 1 km2.
Ce petit récif corallien de 0,4 km2 est composé d'un platier récifal de 90 000 m2 et une pente récifale de 0,35 km2. Le platier récifal a une profondeur de 2,4 à 3 mètres. La pente récifale a une profondeur de 3 à 5 mètres.

## Revendications

### Contenu des revendications
Le Petit récif Discovery est un sujet de litige entre le Viêt Nam, les Philippines, la Chine et Taïwan. On ignore quel pays contrôle réellement ce récif.

### Droit public international
- Contrairement aux îles, les entités submergées ne peuvent pas revendiquer individuellement leur souveraineté, à moins qu'il ne puisse être prouvé qu'elles se trouvent dans les eaux historiques ou dans la zone économique exclusive de l'île.
- Le plateau continental ne fait pas partie du territoire national, en d'autres termes, les États côtiers n'ont pas de souveraineté sur le plateau continental. Selon l'article 77 de la Convention des Nations unies sur le droit de la mer (CNUDM) de 1982, les États côtiers n'exercent des droits souverains qu'en termes d'exploration et d'exploitation de leurs ressources naturelles. L'exercice de droits souverains par un État côtier ne doit pas causer de dommages à la navigation ou à d'autres droits et libertés d'autres États reconnus par la CNUDM. Selon l'article 79 de la CNUDM 1982, d'autres pays ont le droit d'installer des câbles et des pipelines sous-marins sur le plateau continental mais nécessitent l'accord de l'État côtier.